# Landshövdingar i Västerbottens län
Landshövdingen i Västerbottens län är chef för Länsstyrelsen i Västerbottens län.

## Lista över landshövdingar och föregångare
Listan är ofullständig.

### StåthållareöverNorrland
- 1598–1599: Theodoricus Petri Rutha
- 1620-1622: Christoffer von Wernstedt
- 1622-1630: Johan Månsson Ulfsparre
- 1631: Ernst (Erensgisle) Larsson Creutz (död 1635)
- 1634: Stellan Otto Mörner

### Landshövdingar över Österbotten och Västerbotten
- 1650-1654: Thure Ribbing

### Landshövdingar över Västerbottens län (från 1638)
- 1638-1641: Stellan Otto von Mörner
- 1641-1653: Frans Crusebjörn
- 1653–1679: Johan Graan
- 1675: Lorentz Creutz
- 1679: Jakob Fleming
- 1680–1683: Hans Clerck
- 1683–1688: Hans Abraham Kruuse af Verchou
- 1688: Reinhold Johan von Fersen
- 1688–1692: Gotthard Strijk
- 1692: Arvid Horn
- 1692–1705: Gustaf Douglas
- 1705–1712: Otto Wilhelm Löwen
- 1713: Engelbrecht Mannerburg[1]
- 1713–1717: Anders Erik Ramsay
- 1717–1719: Fredrik Magnus Cronberg
- 1719: Carl Lagerflycht (vice landshövding efter Cronbergs frånfälle)
- 1719: Otto Reinhold Strömfelt
- 1719–1733: Jacob Grundel
- 1733–1753: Gabriel Gyllengrip
- 1755–1759: Olof Leijonstedt
- 1759–1762: Johan Funck
- 1762–1765: Martin Ehrensvan
- 1765–1769: Olof Malmerfelt
- 1769–1775: Magnus Adolf von Kothen
- 1775–1781: Georg Gustaf Wrangel
- 1781–1782: Carl Wilhelm Leijonstedt
- 1782–1789: Fredrik von Stenhagen
- 1789–1795: Johan Gustaf af Donner
- 1795–1811: Pehr Adam Stromberg
- 1811–1817: Gustaf Edelstam
- 1817–1842: Georg Lars af Schmidt
- 1842–1856: Gustaf Adolf Montgomery
- 1856–1864: Gustaf Munthe
- 1864–1872: Erik Viktor Almquist
- 1873–1891: Axel Wästfelt
- 1891–1904: Jesper Ingevald Crusebjörn (1843–1904)
- 1899-1900: Jakob Berlin, tillförordnad
- 1900–1902: Axel Asker (1848–1924), tillförordnad
- 1902–1903: Axel Cederberg (1837–1913), tillförordnad
- 1904–1916: Henning Theodor Biörklund (1849–1937)
- 1916–1923: Axel Schotte (1860–1923)
- 1917–1918: Robert Hagen (1868–1922), tillförordnad
- 1923–1931: Nils Gustaf Ringstrand (1863–1935), tillförordnad 1918–1919
- 1931–1942: Gustav Rosén (1876–1942)
- 1943–1956: Elof Lindberg (1891–1956)
- 1957–1965: Filip Kristensson (1898–1980)
- 1965–1971: Karl G. Samuelsson (1911–1993)
- 1971–1978: Bengt Lyberg (1912–1995)
- 1978–1991: Sven Johansson (1928-2023)
- 1992–1995: Görel Bohlin (född 1930)
- 1995–2001: Georg Andersson (född 1936)
- 2001–2007: Lorentz Andersson (1942-2023)
- 2007–2008: Göran Theolin (tillförordnad)[2]
- 2008–2012: Chris Heister
- 2012: Birgitta Heijer, tillförordnad 28 februari–31 oktober 2012[2]
- 2012–2020: Magdalena Andersson
- 2020: Lars Lustig, tillförordnad 1 april–31 juli 2020.
- 2020–sittande: Helene Hellmark Knutsson[3]